# Červen 2018

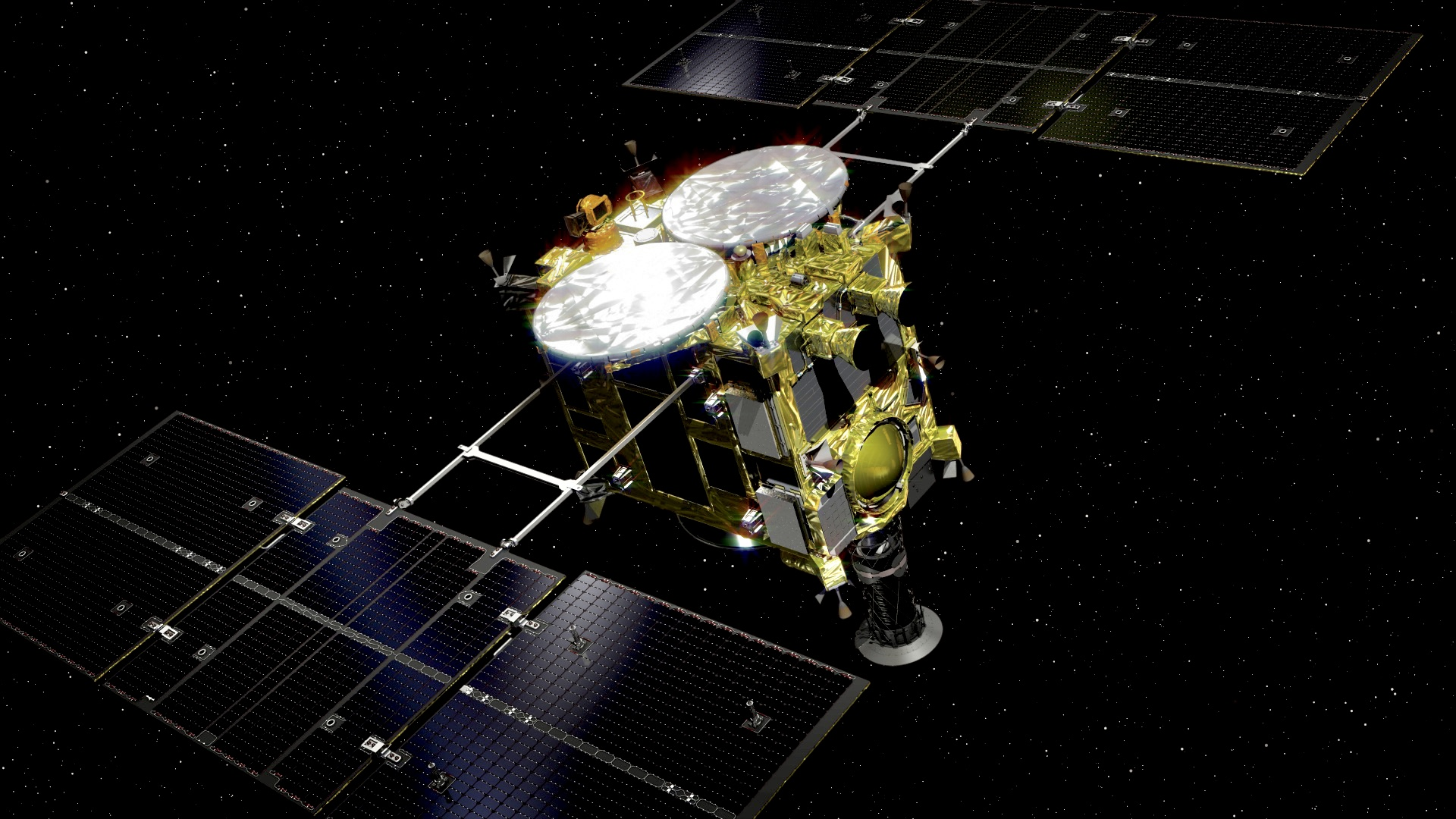
sonda Hajabusa 2

Toto je archivovaný článek z portálu Aktuality.
1. června – pátek
 Španělský premiér Mariano Rajoy byl odvolán ze své funkce.
2. června – sobota

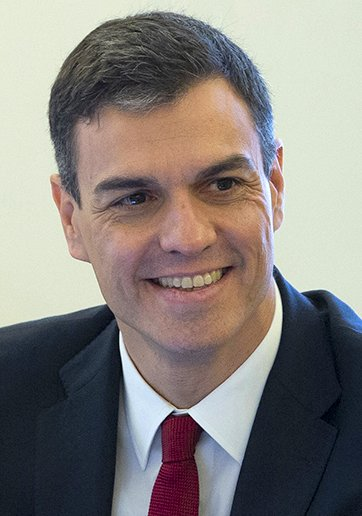
Pedro Sánchez

 Španělský král Filip VI. jmenoval nového premiéra Pedra Sáncheze (na obrázku).

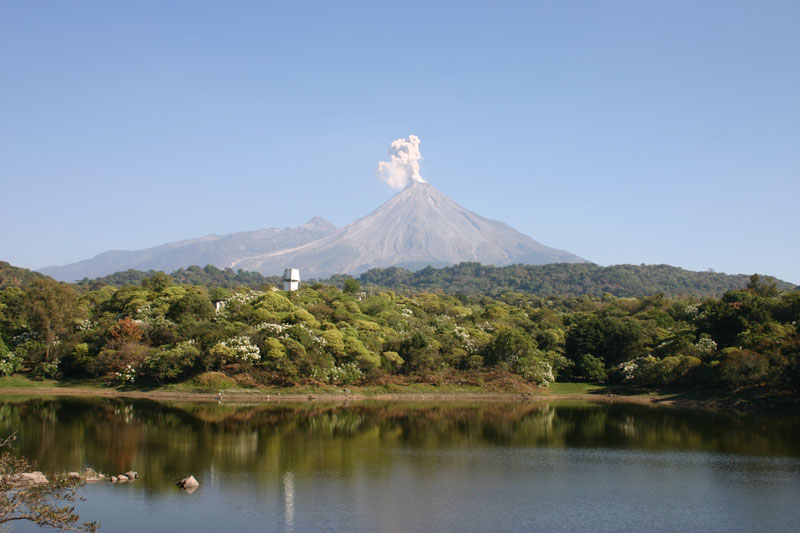
Stratovulkán Fuego

3. června – neděle
 Nejméně 69 lidí zemřelo a asi 300 dalších bylo zraněno při výbuchu stratovulkánu Fuego (na obrázku) vzdáleného asi 16 kilometrů od města Antigua Guatemala.
 Ve slovinských parlamentních volbách zvítězila Slovenska demokratska stranka vedená Janezem Janšou.
4. června – pondělí
 Jordánský král Abdalláh II. přijal rezignaci premiéra Háního Mulkiho, který rezignoval po několikadenních protestech proti úsporným opatřením jeho vlády.
5. června – úterý

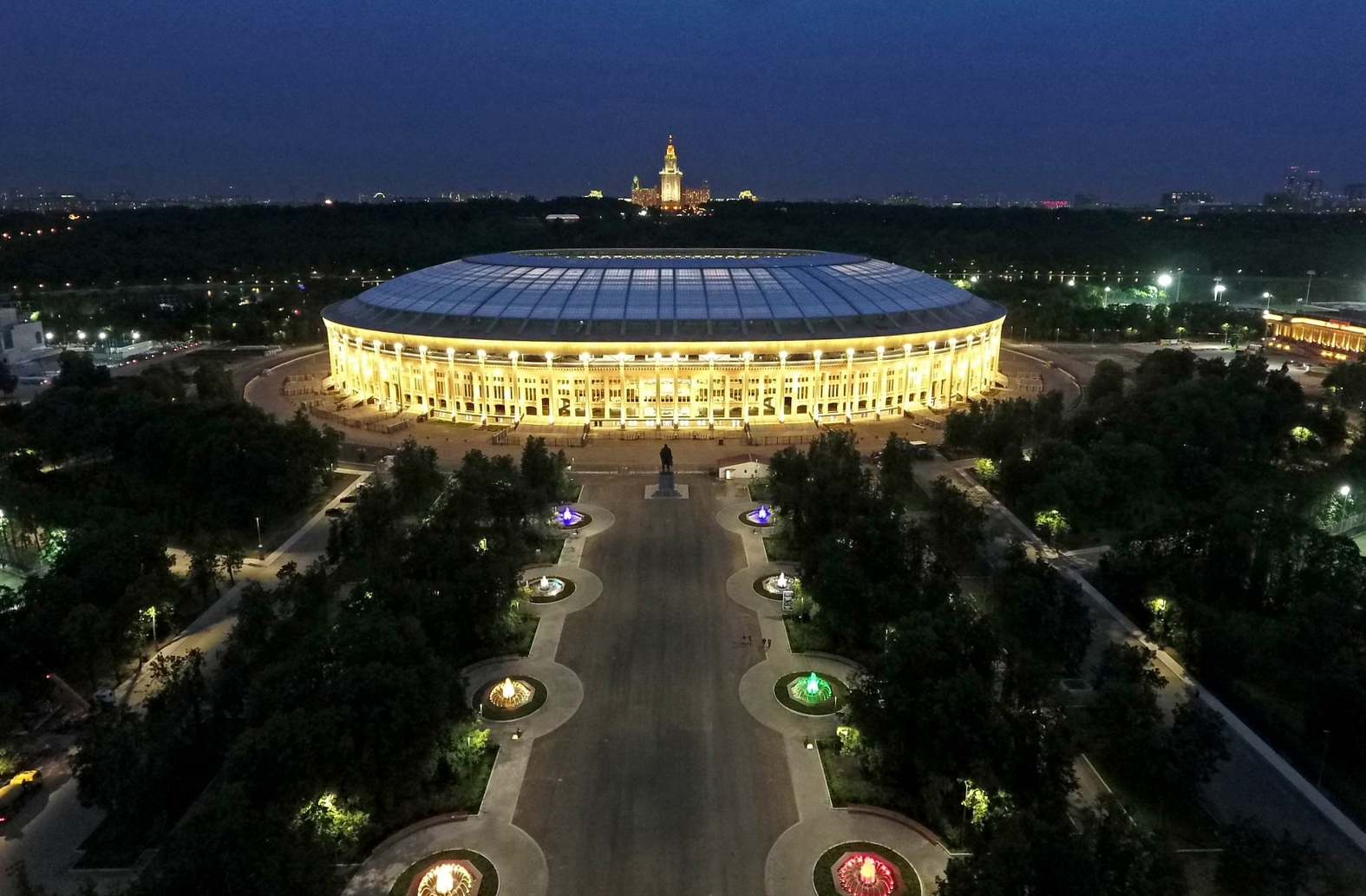
stadion Lužniki

 Ruský prezident Vladimir Putin přicestoval na státní návštěvu Rakouska.
6. června – středa
 Andrej Babiš byl podruhé jmenován českým premiérem a opětovně pověřen sestavením vlády.
7. června – čtvrtek

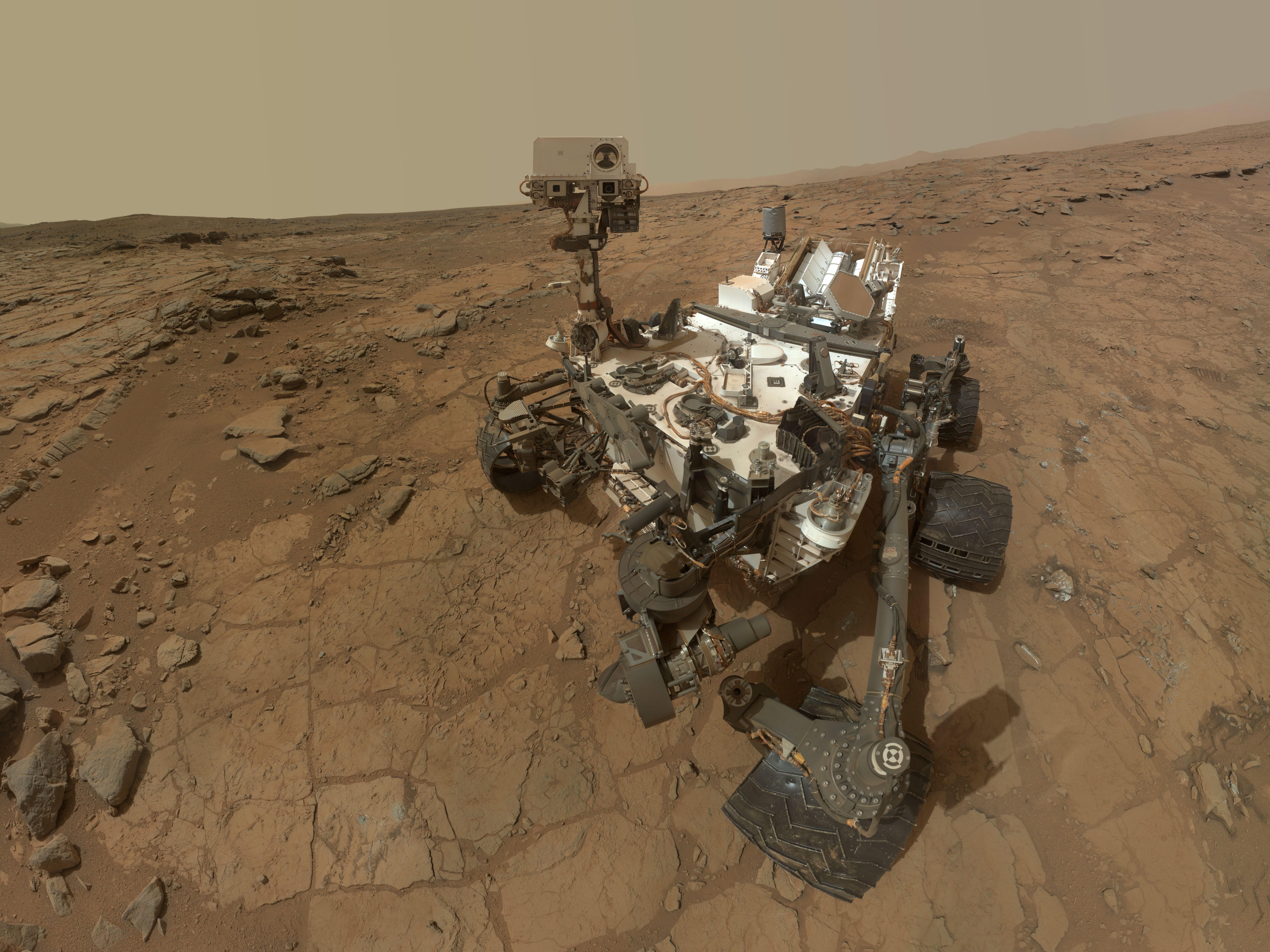
Vozidlo Curiosity

 NASA oznámila nález organických sloučenin ve vzorcích odebraných vozítkem Curiosity (na obrázku) v marsovském kráteru Gale.
8. června – pátek
 Ministr zahraničí Martin Stropnický udělil ocenění Gratias Agit účastníkům demonstrace proti sovětské intervenci v Československu v roce 1968.
 Arabská koalice zahájila útok na přístav Hudajda, kterým vede hlavní zásobovací cesta na veškerá húsíjská území v Jemenu. Potravinovou pomoc nyní potřebuje nejméně 22 milionů lidí v zemi.
9. června – sobota
 Přívalová povodeň smetla čtveřici geocatcherů v zatrubněné části Motolského potoka. Dva lidé v přívalové povodni utonuli.
10. června – neděle

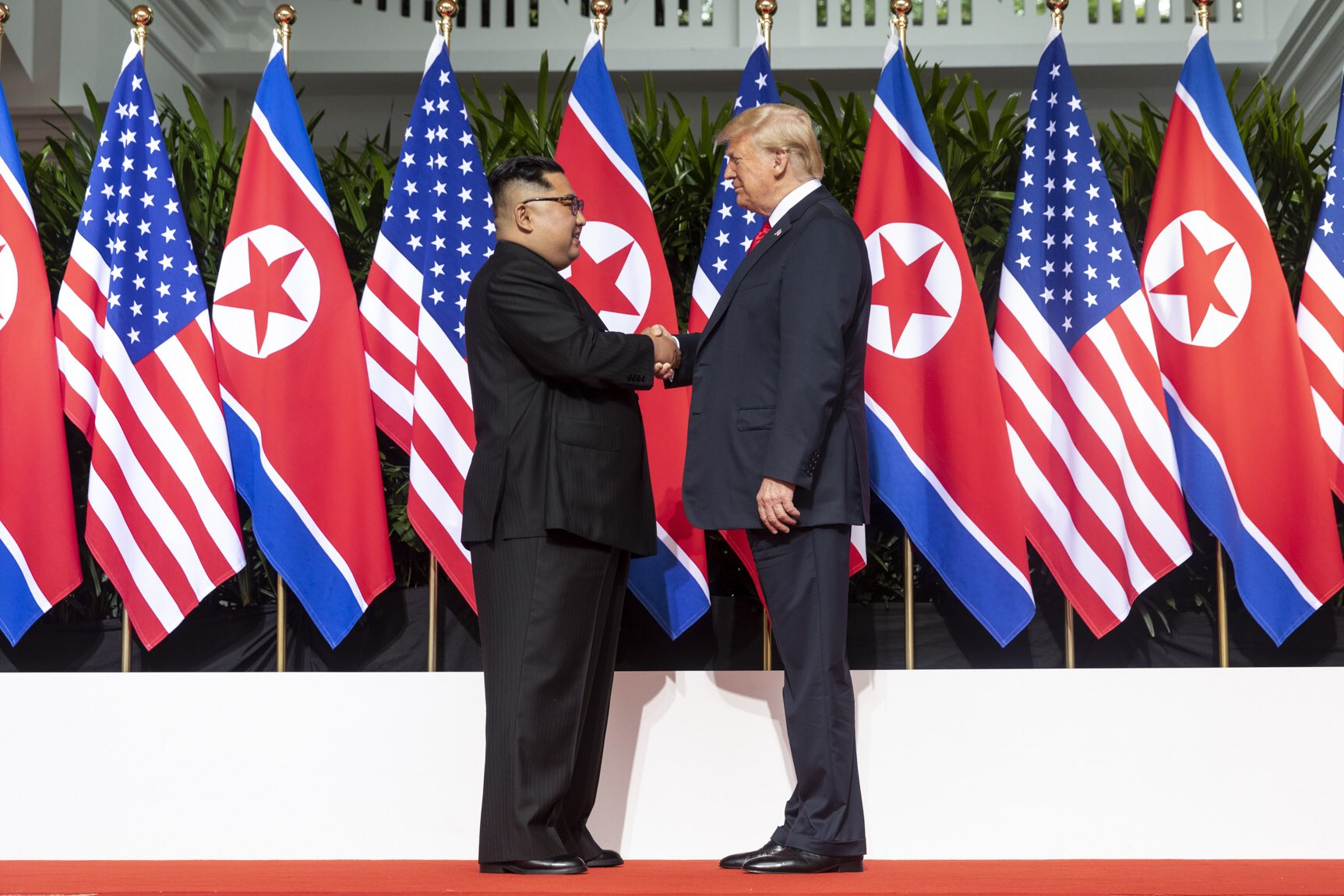
Donald Trump a Kim Čong-un

 Americký prezident Donald Trump odmítl podpořit společné prohlášení po jednání skupiny G7, poté co kanadský premiér Justin Trudeau oznámil, že jeho země bude reagovat na americká „nespravedlivá“ cla.
 Evropská migrační krize: Itálie uzavřela své přístavy pro pátrací a záchrannou loď Aquarius organizace SOS Méditerranée převážející 629 migrantů.
 Desítky tisíc lidí vytvořily lidský řetěz mezi městy San Sebastián a Vitoria-Gasteiz, demonstrovali tak požadavek na hlasování o baskické nezávislosti země.
 V Bagdádu vyhořel centrální sklad volebních lístků. Předseda parlamentu to označil za žhářství a vyzval k opakování voleb.
12. června – úterý
 Americký prezident Donald Trump a severokorejský vůdce Kim Čong-un se spolu setkali (na obrázku) v Singapuru.
 Řecko a Makedonie uzavřely dohodu o kompromisním názvu země, čímž se přiblížily řešení sporu, který trvá sedmadvacet let a blokuje přijetí Makedonie do Severoatlantické aliance a Evropské unie.
13. června – středa
 Arabská koalice zahájila útok na přístav Hudajda, kterým vede hlavní zásobovací cesta na veškerá húsíjská území v Jemenu. Potravinovou pomoc nyní potřebuje nejméně 22 milionů lidí v zemi.
14. června – čtvrtek
 Ruský prezident Vladimir Putin zahájil na moskevském stadionu Lužniki (na obrázku) mistrovství světa ve fotbalu.
15. června – pátek
 Fazlulláh, vůdce Pákistánského Tálibánu, byl zabit pří náletu mezinárodních sil v afghánské provincii Kúnar.
16. června – sobota

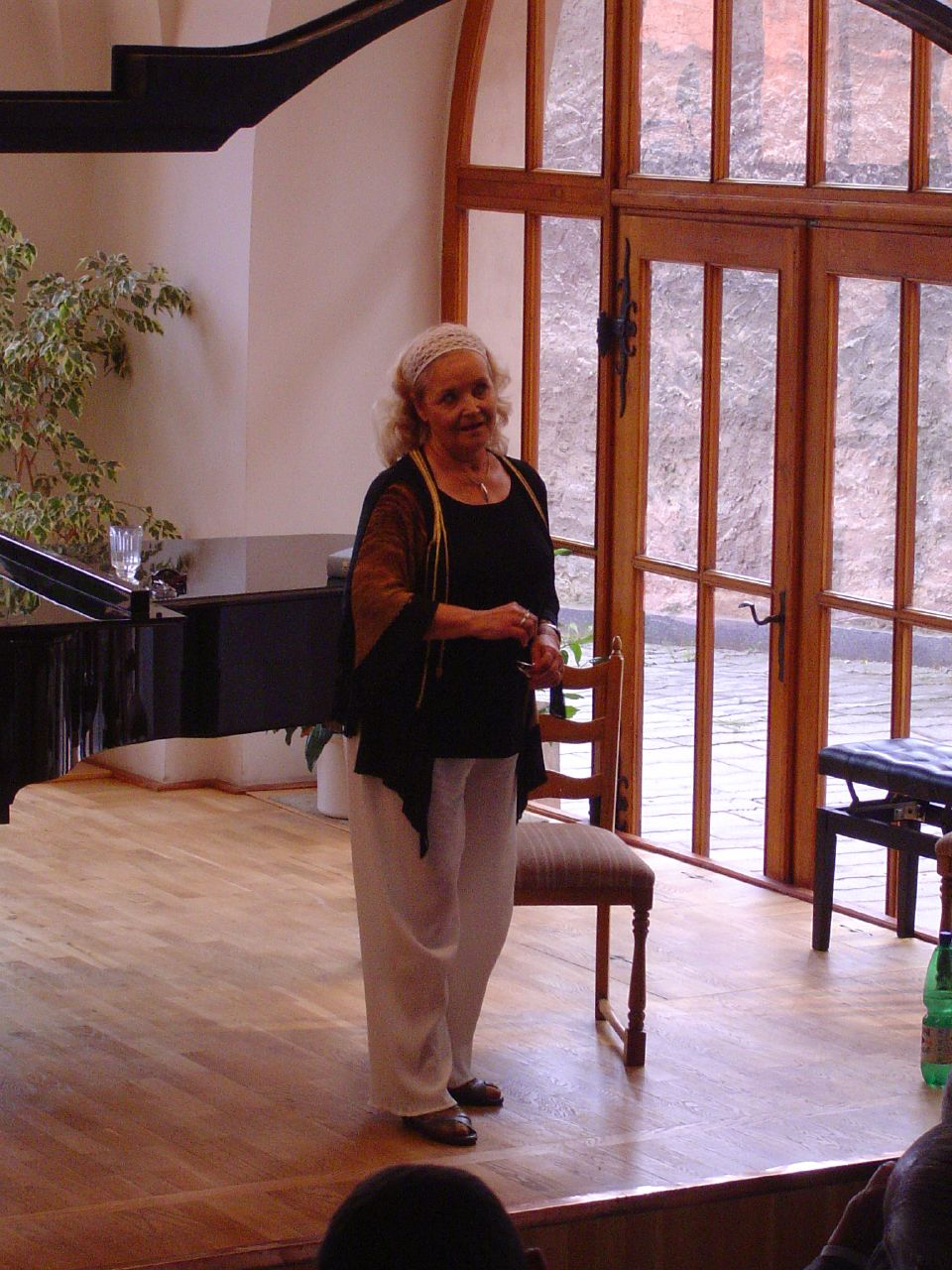
Gabriela Vránová

 Afghánský prezident Ašraf Ghaní oznámil prodloužení příměří, uzavřené u příležitosti svátku Íd al-Fitr, které přerušuje šestnáctiletý konflikt mezi vládními silami a Tálibánem.
 Ve věku 78 let zemřela Gabriela Vránová (na obrázku), televizní a divadelní herečka a dabérka.
 Požár zachvátil budovu Glasgow School of Art, nejsou hlášeny žádné oběti na životech, ale požár způsobil rozsáhlé škody.
18. června – pondělí
 Konzervativní kandidát Iván Duque Márquez byl zvolen novým kolumbijským prezidentem.
19. června – úterý
 Kanadský parlament schválil zákon umožňující legální užívání marihuany. Kanada se tak stala první zemí skupiny G7, která plně legalizovala rekreační užívání této drogy.
 Občanská válka v Sýrii: Syrské ozbrojené síly zahájily ofenzivu proti povstaleckým skupinám v provinciích Dar'á a Kunejtra na jihozápadě země.
 Desítky příslušníku Lidové mobilizačních sil byly usmrceny při náletu na pozici syrských provládních sil poblíž syrského města Al Búkamál. Z náletu byly obviněno izraelské nebo americké letectvo.
 Ve věku 46 let zemřela gorilí samice Koko známá používáním velkého množství znaků amerického znakového jazyka.

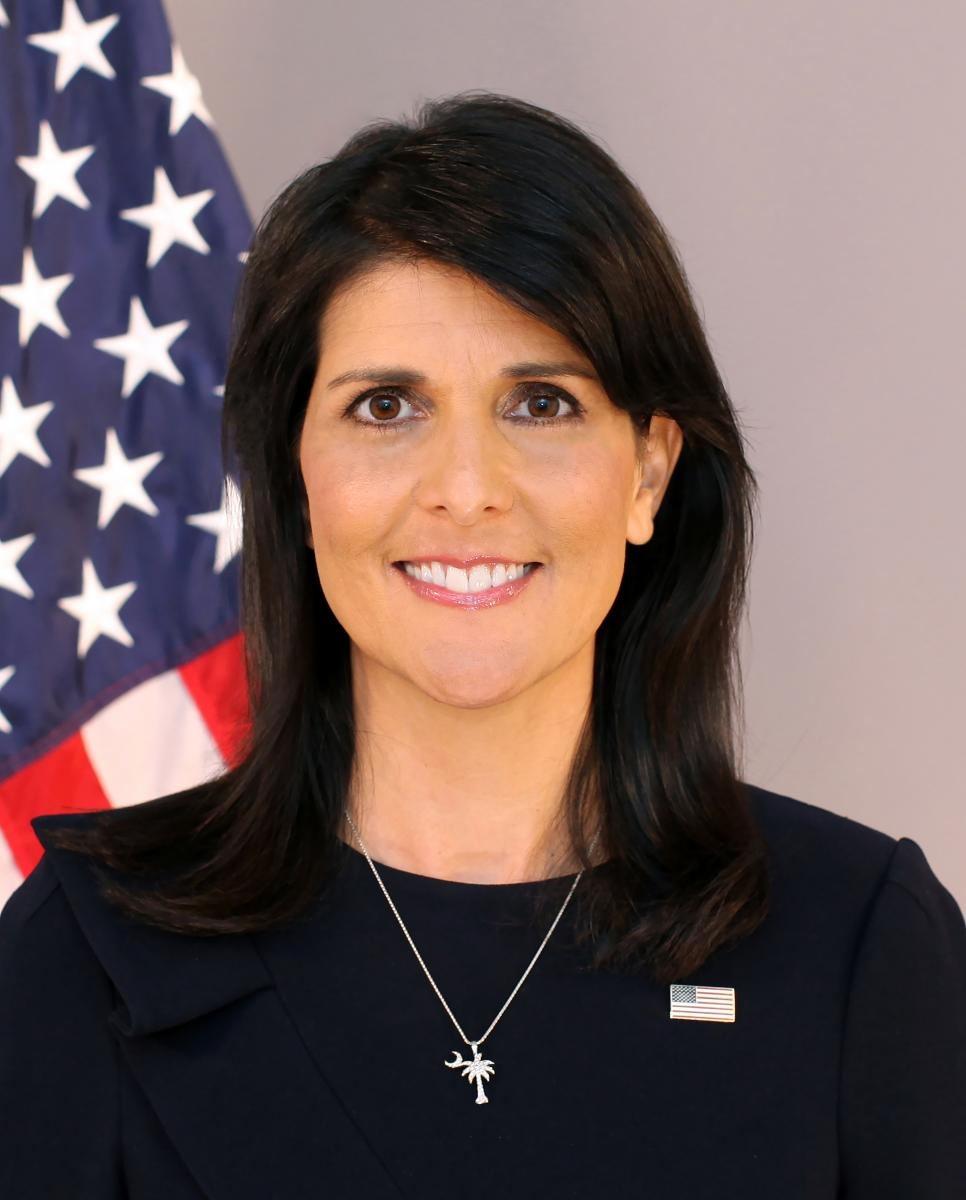
Nikki Haleyová

20. června – středa
 Americká velvyslankyně při OSN Nikki Haleyová (na obrázku) oznámila odchod své země z Rady OSN pro lidská práva.
 Makedonský parlament schválil dohodu s Řeckem na změně názvu země.
21. června – čtvrtek
 Nejméně 23 lidí bylo zabito při bojích policie a provládních milicí s protivládními povstalci v nikaragujském městě Masaya.
 Indonéské úřady zadržely kapitána trajektu KM Sinar Bangun, který se v neděli potopil v jezeře Toba s více než 200 lidmi na palubě.
22. června – pátek
 Designovaný premiér Andrej Babiš oznámil jména ministrů nové vlády.
23. června – sobota
 Desítky tisíc lidí demonstrovaly v Londýně za uspořádání referenda o konečné dohodě upravující vystoupení Spojeného království z Evropské unie.
 Nejméně jeden člověk byl zabit a 154 dalších bylo zraněno při výbuchu granátu během shromáždění a projevu premiéra Abiye Ahmeda v etiopském hlavním městě Addis Abebě.

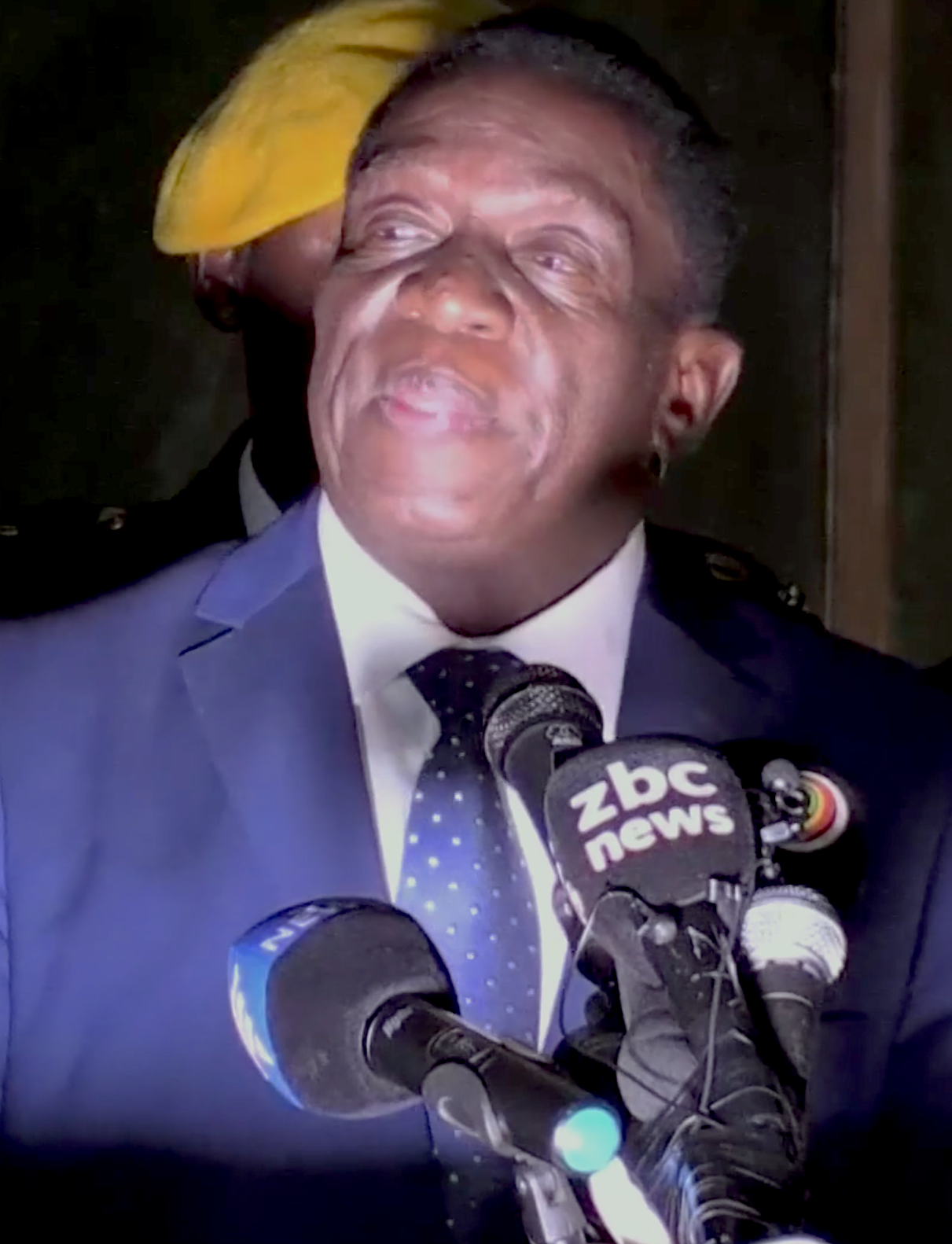
Emmerson Mnangagwa

 Zimbabwský prezident Emmerson Mnangagwa (na obrázku) přežil pokus o atentát během volebního mítinku ve městě Bulawayo. Výbuch zranil také oba zimbabwské viceprezidenty.
 Hluboko v thajské jeskyni Tcham Luang Nang Non se ztratilo 13 chlapců, když ustupovali do jeskyně před stoupající vodou.
24. června – neděle
 Stávající turecký prezident Recep Tayyip Erdoğan oznámil, že podle neúplných výsledků zvítězil v prezidentských volbách.
 Ženská práva: Saúdská Arábie zrušila zákaz řízení automobilů, nákladních automobilů a motorek ženami.
 Ve věku 97 let zemřel Pavel Vranský veterán Operace Exporter, obléhání Tobruku a střelec 311. československé bombardovací perutě RAF.
27. června – středa
 Ve věku 89 let zemřel hudební producent Joe Jackson, otec Michaela Jacksona.
 Japonská sonda Hajabusa 2 (na obrázku) dosáhla blízkozemní planetky Ryugu, na které má přistát a dovézt vzorky zpět na Zemi.
 Miloš Zeman jmenoval druhou vládu Andreje Babiše.
 Mistrovství světa ve fotbale 2018: Jižní Korea porazila Německo 2:0, čímž vyřadila čtyřnásobného vítěze Mistrovství světa ve fotbale v základní skupině, což se stalo po prvé od roku 1938.
 Britská armáda byla povolána k rozsáhlému požáru rašeliniště v národním parku Peak District poblíž Velkého Manchesteru.
28. června – čtvrtek
 Pět lidí bylo zabito při útoku na redakci novin The Capital a Maryland Gazette ve městě Annapolis ve státě Maryland.
29. června – pátek
 Libyjský generál Chalífa Haftar oznámil dobytí města Derna, čímž získal kompletní kontrolu nad oblastí Kyrenaika na východě země.
30. června – sobota
 Ve věku 88 let zemřela první česká polistopadová ministryně spravedlnosti Dagmar Burešová.